# Monts de la Madeleine
I Monts de la Madeleine (Monti della Madeleine) (IPA: /mɔ də la mad’lɛn/) sono una catena montuosa situata in Francia a nord del Massiccio Centrale e che trova il suo punto culminante (Pierres du Jour) a 1.164 metri di altitudine. Dominano la pianura di Roanne e segnano il confine tra i dipartimenti dell'Allier e della Loira.

## Geografia

### Collocazione
I Monts de la Madeleine sono delimitati ad est dalla pianura di Roanne, ad ovest dalla Montagne bourbonnaise (che talvolta viene considerata parte della catena montuosa), a nord dalla regione naturale di Charolais ed infine a sud dai Monts du Forez.

### Topografia

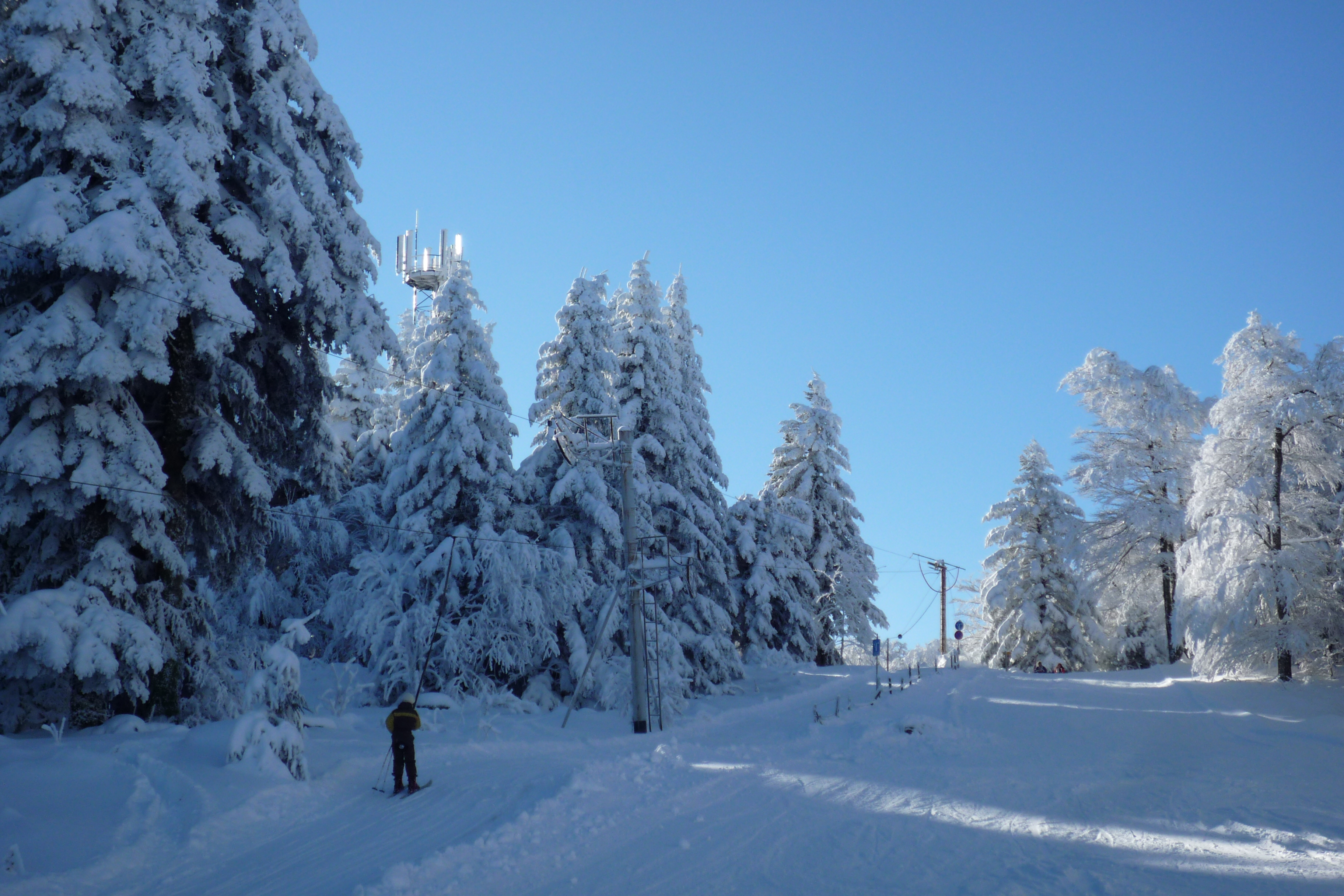
Pierres du Jour

Il punto culminante della catena montuosa si trova a Pierres du Jour (1.164 metri), una cima boscosa situata all'interno della foresta demaniale di Assise. Sulle pendici della foresta, sono stati costruiti gli impianti di risalita e le piste della stazione sciistica degli sport invernali: la Loge des Gardes.
Tuttavia Pierres du Jour non è la sola cima a superare i 1.000 metri di altitudine. Nel dipartimento francese dell'Allier troviamo infatti le vette di Ray Dadieu (1.076 metri) e Pierre Charbonnière (1.027 metri). Spostandoci invece nel dipartimento della Loira, la cima più alta della catena montuosa è Rocher de Rochefort con i suoi 1.075 metri di altitudine. Una volta arrivati in quota, è possibile ammirare la pianura di Roanne sottostante ed orientarsi con l'aiuto di un toposcopio posto sul luogo.

## Comuni
I comuni che si trovano nel territorio della catena montuosa, si sono riuniti nelle seguenti strutture governative: una Comunità urbana (communauté d'agglomeration) e due Comunità di comuni (communauté de communes):
- Comunità urbana Roannais Agglomération;
- Comunità di comuni di Pays d'Urfé;
- Comunità di comuni della Montagne bourbonnaise.